# تومي تومسون (لاعب كرة قدم أمريكية)
تومي تومسون (بالإنجليزية: Tommy Thompson)‏ هو لاعب كرة قدم أمريكية أمريكي، ولد في 6 يناير 1927 في جيرسي سيتي في الولايات المتحدة، وتوفي في 1 أكتوبر 1990 في بالتيمور في الولايات المتحدة بسبب سرطان.

## وصلات خارجية
- تومي تومسون (لاعب كرة قدم أمريكية) على موقع مرجع كرة القدم المحترفة.كوم (الإنجليزية)
- تومي تومسون (لاعب كرة قدم أمريكية) على موقع قاعة فرجينيا للمشاهير الرياضية (الإنجليزية)